# 1690 Майрхофер
1690 Майрхофер (1690 Mayrhofer) — астероїд головного поясу, відкритий 8 листопада 1948 року.
Тіссеранів параметр щодо Юпітера — 3,194.